# Ari Edelkopf
Rabin Ari Edelkopf (Jeruzalem, 1978.) emisar je židovske organizacije Chabad-Lubavitch te glavni rabin Crne Gore od 2019. godine. 

## Podrijetlo i školovanje
Rabin Ari Edelkopf rođen je 1978. godine u Jeruzalemu, a djetinjstvo i mladost proveo je u Los Angelesu. Obrazovanje je stjecao u ješivi Ohr Elchonon Chabad u Los Angelesu, potom u ješivi Torat Emet u Jeruzalemu, te u ješivi Tomchei tmimim u izraelskom gradu Kiryat Gat. Studirao je i školovao se za rabina na Američkom rabinskom fakultetu u New Jerseyju.

## Rabinska karijera i djelovanje
Ari Edelkopf ordiniran je za rabina 2000. godine. Bio je emisar u ruskom gradu Soči, gdje je obnašao dužnost glavnog rabina Sočija te Južnog saveznog okruga Rusije od 2001. do 2017. Godine 2017. odazvao se je pozivu Židova u Crnoj Gori i prvog predsjednika Židovske zajednice Crne Gore Jaše Alfandarija, te se s obitelji preselio u Podgoricu i postao prvi rabin sa stalnim prebivalištem u toj zemlji. 
Odmah po doseljenju rabin Edelkopf i njegova supruga Hana zalagali su se za razvoj židovske zajednice u zemlji, radeći s oko 500 Židova u Crnoj Gori, s iseljenicima, turistima te mnogim drugima. 
Rabinove aktivnosti uključuju tjedne studijske grupe Talmuda i Tore, prigodne programe povodom židovskih blagdana, online podršku, savjetovanje i edukaciju putem elektroničke pošte i web stranice, šabatne obroke, a na raspolaganju je i turistima pružajući im potrebne informacije i savjete.
Rabin Edelkopf je 1. listopada 2019. godine nominiran za službenog židovskog vođu i glavnog rabina Crne Gore na ceremoniji inauguracije koja je održana u Budvi. Inauguraciju su podržali izraelski sefardski glavni rabin Yitzhak Yosef te aškenaški glavni rabin Yisrael Meir Lau, kao i rabin Simcha Weiss, delegat i član Glavnog rabinata Izraela. Svečanosti su prisustvovali crnogorski predsjednik Milo Đukanović, te Yitzhak Vaknin, zastupnik Kneseta i ministar vjerskih poslova države Izrael.
Rabin Edelkopf je zaogrnut talitom te je službeno preuzeo vodstvo židovske zajednice u Crnoj Gori. Među gostima na ceremoniji bili su i predstavnici svih židovskih zajednica u regiji, kao i onih iz Mađarske, Bugarske, Turske te mnogih drugih zemalja, rabini iz Europskog rabinskog centra (RCE), rabin Menachem Margolin iz Europske židovske udruge (EJA), Arye Goldberg iz Europskog rabinskog centra, članovi crnogorskih i izraelskih vlasti, diplomati i lokalni vođe.

## Obiteljski život
Rabin Edelkopf potječe iz dinastije rabina iz istočne Europe: Rusije, Bjelorusije, Ukrajine i Litve. Tečno govori hebrejski jezik, jidiš, engleski i ruski, a služi se i crnogorskim jezikom. Rabin Edelkopf i rabanit Hana roditelji su osmero djece s kojima žive u Podgorici.